# Jebsheim
Jebsheim (prononcer [ʒɛpsaim]  ou [jɛps(h)aim]) est une commune française située dans la circonscription administrative du Haut-Rhin et, depuis le 1er janvier 2021, dans le territoire de la Collectivité européenne d'Alsace, en région Grand Est.
Cette commune se trouve dans la région historique et culturelle d'Alsace.
Ses habitants sont appelés les Jebsheimois et les Jebsheimoises.

## Géographie
Jebsheim est un village du Ried qui fait partie du canton d'Andolsheim et de l'arrondissement de Colmar-Ribeauvillé.
| Colmar        | Grussenheim | Marckolsheim |
| Porte du Ried | Jebsheim    | Artzenheim   |
| Wickerschwihr | Muntzenheim | Durrenentzen |

### Cours d'eau
- La Blind ;
- Le canal de Widensolen, qui prolonge le Quatelbach[2],[3].

### Toponymie
- Jebinesheim, 896.

### Hydrographie

#### Réseau hydrographique
La commune est dans le bassin versant du Rhin au sein du bassin Rhin-Meuse. Elle est drainée par la rigole de Widensohlen, le ruisseau la Blind, le Lissgraben et le ruisseau l'Honnengraben,,.
La rigole de Widensohlen, d'une longueur de 17 km, prend sa source dans la commune de Neuf-Brisach et se jette  dans la Blind sur la commune, après avoir traversé sept communes. 
La Blind, d'une longueur de 22 km, prend sa source dans la commune de Muntzenheim et se jette  dans l'Ill à Muttersholtz, après avoir traversé douze communes. 

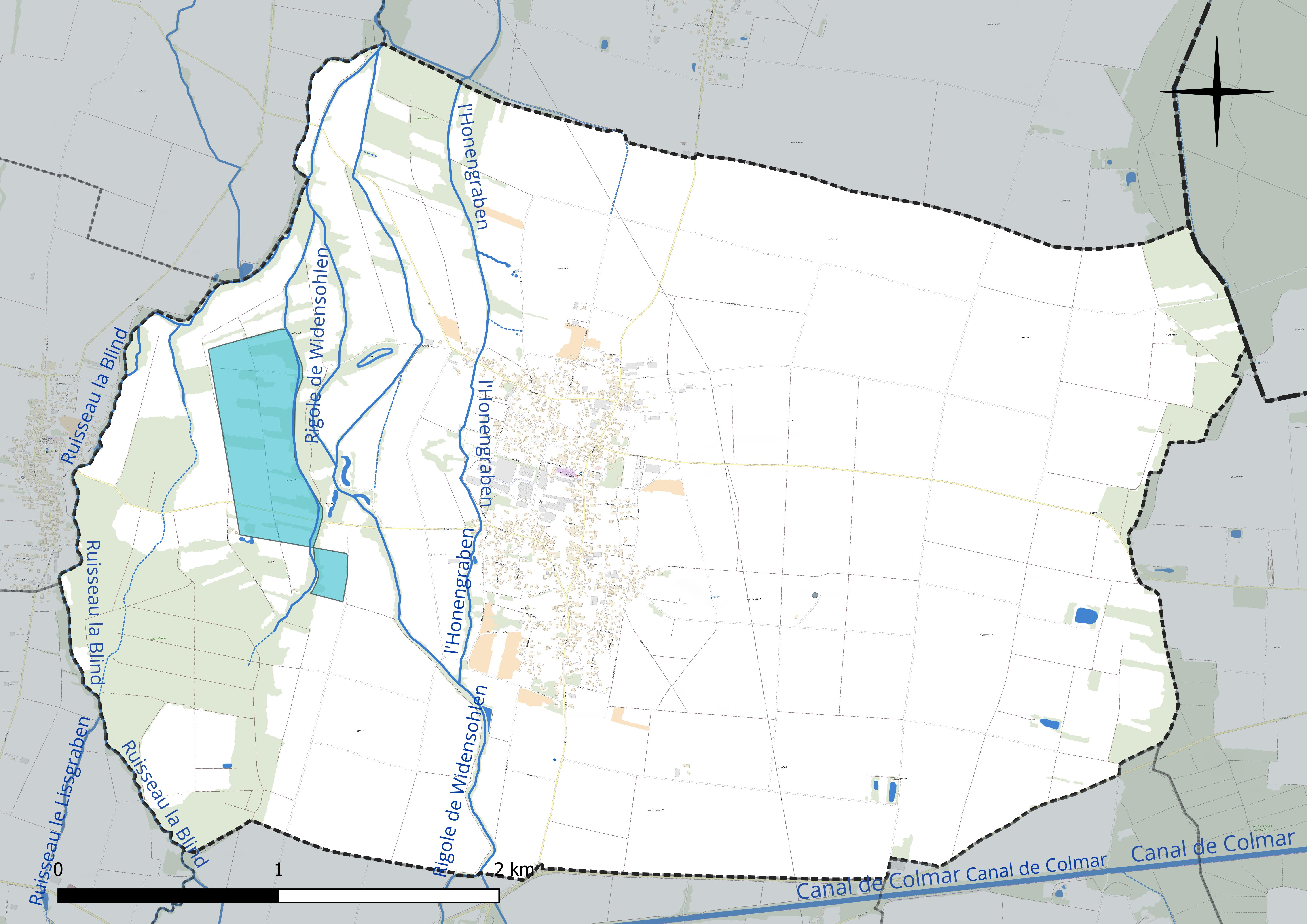
Réseau hydrographique de Jebsheim.

#### Gestion et qualité des eaux
Le territoire communal est couvert par le schéma d'aménagement et de gestion des eaux (SAGE) « Ill Nappe Rhin ». Ce document de planification concerne la nappe phréatique rhénane, les cours d'eau de la plaine d'Alsace et du piémont oriental du Sundgau, les canaux situés entre l'Ill et le Rhin et les zones humides de la plaine d'Alsace. Le périmètre s’étend sur 3 596 km2. Il a été approuvé le 17 janvier 2005. La structure porteuse de l'élaboration et de la mise en œuvre est la région Grand Est. 
La qualité des cours d’eau peut être consultée sur un site dédié géré par les agences de l’eau et l’Agence française pour la biodiversité. 

### Climat
Pour des articles plus généraux, voir Climat du Grand Est et Climat du Haut-Rhin.
En 2010, le climat de la commune est de type climat océanique altéré, selon une étude du Centre national de la recherche scientifique s'appuyant sur une série de données couvrant la période 1971-2000. En 2020, Météo-France publie une typologie des climats de la France métropolitaine dans laquelle la commune est exposée à un climat semi-continental et est dans la région climatique  Alsace, caractérisée par une pluviométrie faible, particulièrement en automne et en hiver, un été chaud et bien ensoleillé, une humidité de l’air basse au printemps et en été, des vents faibles et des brouillards fréquents en automne (25 à 30 jours). 
Pour la période 1971-2000, la température annuelle moyenne est de 10,5 °C, avec une amplitude thermique annuelle de 17,9 °C. Le cumul annuel moyen de précipitations est de 586 mm, avec 7,7 jours de précipitations en janvier et 9,1 jours en juillet. Pour la période 1991-2020, la température moyenne annuelle observée sur la station météorologique de Météo-France la plus proche, « Colmar-Inra », sur la commune de Colmar à 10 km à vol d'oiseau, est de 11,3 °C et le cumul annuel moyen de précipitations est de 558,0 mm. 
La température maximale relevée sur cette station est de 39,6 °C, atteinte le 13 août 2003 ; la température minimale est de −22,5 °C, atteinte le 22 février 1986,,. 
Les paramètres climatiques de la commune ont été estimés pour le milieu du siècle (2041-2070) selon différents scénarios d'émission de gaz à effet de serre à partir des nouvelles projections climatiques de référence DRIAS-2020. Ils sont consultables sur un site dédié publié par Météo-France en novembre 2022.

## Urbanisme

### Typologie
Au 1er janvier 2024, Jebsheim est catégorisée bourg rural, selon la nouvelle grille communale de densité à sept niveaux définie par l'Insee en 2022.
Elle est située hors unité urbaine. Par ailleurs la commune fait partie de l'aire d'attraction de Colmar, dont elle est une commune de la couronne,. Cette aire, qui regroupe 95 communes, est catégorisée dans les aires de 50 000 à moins de 200 000 habitants,.

### Occupation des sols
L'occupation des sols de la commune, telle qu'elle ressort de la base de données européenne d’occupation biophysique des sols Corine Land Cover (CLC), est marquée par l'importance des territoires agricoles (78,7 % en 2018), une proportion sensiblement équivalente à celle de 1990 (78,3 %). La répartition détaillée en 2018 est la suivante : terres arables (72,3 %), forêts (13,8 %), zones urbanisées (7,5 %), prairies (6,4 %). L'évolution de l’occupation des sols de la commune et de ses infrastructures peut être observée sur les différentes représentations cartographiques du territoire : la carte de Cassini (XVIIIe siècle), la carte d'état-major (1820-1866) et les cartes ou photos aériennes de l'IGN pour la période actuelle (1950 à aujourd'hui).

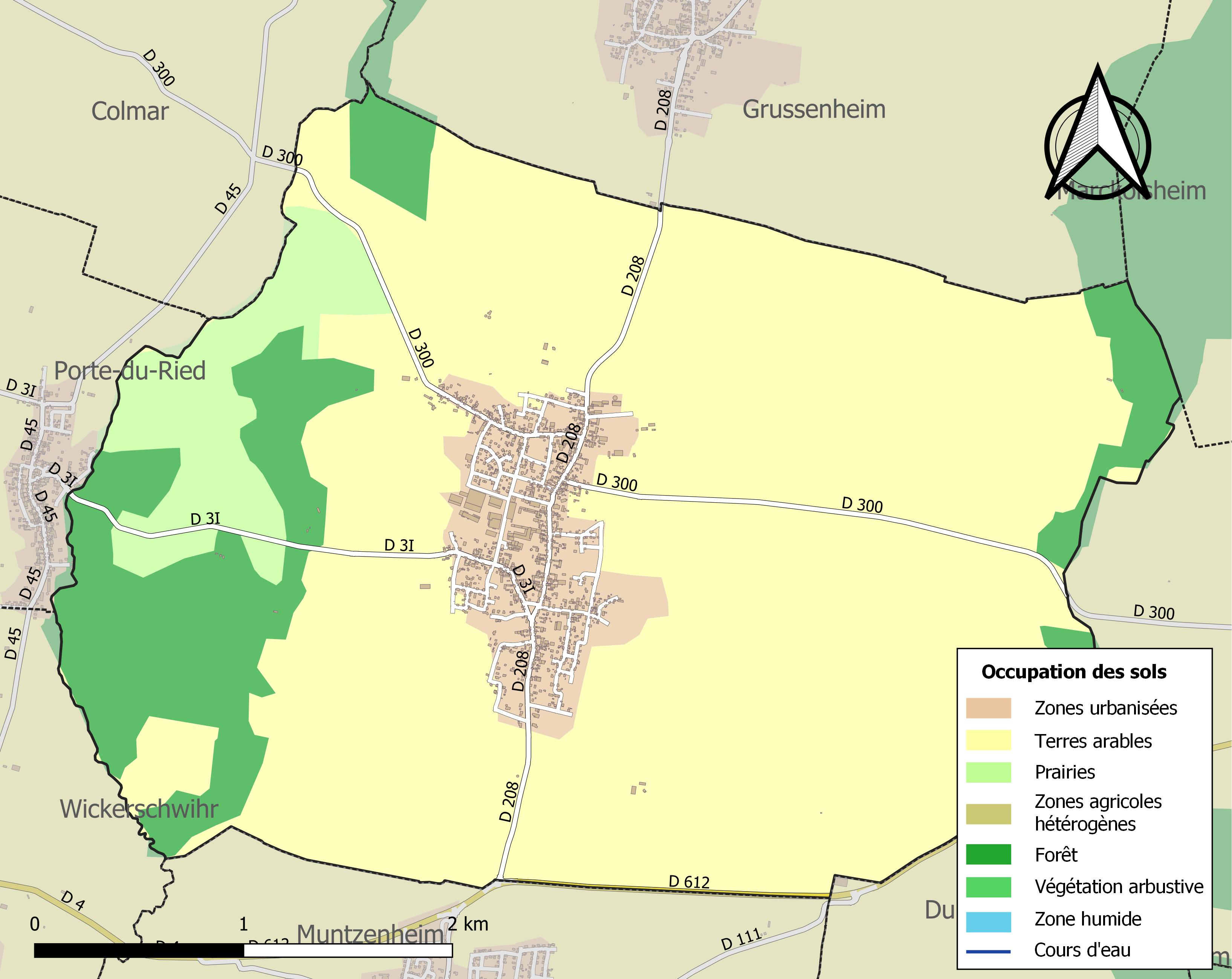
Carte des infrastructures et de l'occupation des sols de la commune en 2018 (CLC).

## Histoire
Les premiers documents qui mentionnent Jebsheim datent de 861 à 896, notamment en 891 sous la dénomination Yebinesheim.
La ville fut libérée les 28 et 29 janvier 1945. Elle donna lieu à une véritable bataille opposant les français du 1er régiment de chasseurs parachutistes (appuyés par des éléments de la Légion étrangère et la 3e DI américaine) aux panzergrenadiers allemands commandés par le reichsführer SS Himmler en personne. Jebsheim était une des positions clé pour la libération de Colmar. Dans des conditions climatiques très dures, la ville fut prise et reprise de nombreuses fois. Des deux côtés, les pertes furent lourdes. Au bout d'une semaine de combats acharnés, les parachutistes français occupèrent complètement la ville et firent de nombreux prisonniers.
Jebsheim rend quotidiennement hommage à ses libérateurs.

### Héraldique
| Blason de Jebsheim | Les armes de Jebsheim se blasonnent ainsi : « D'or à la croix de gueules, la canton dextre du chef chargé de trois anneaux de gueules. » |

## Politique et administration

### Budget et fiscalité 2014
En 2014, le budget de la commune était constitué ainsi :
- total des produits de fonctionnement : 523 000 €, soit 567 € par habitant ;
- total des charges de fonctionnement : 418 000 €, soit 453 € par habitant ;
- total des ressources d'investissement : 329 000 €, soit 357 € par habitant ;
- total des emplois d'investissement : 488 000 €, soit 529 € par habitant ;
- endettement : 394 000 €, soit 427 € par habitant.

Avec les taux de fiscalité suivants :
- taxe d’habitation : 10,10 % ;
- taxe foncière sur les propriétés bâties : 12,44 % ;
- taxe foncière sur les propriétés non bâties : 41,01 % ;
- taxe additionnelle à la taxe foncière sur les propriétés non bâties : 0,00 % ;
- cotisation foncière des entreprises : 0,00 %.

### Liste des maires
| Période                                  | Période  | Identité                  | Étiquette | Qualité           |
| ---------------------------------------- | -------- | ------------------------- | --------- | ----------------- |
| 1914                                     | 1937     | Jean Obrecht              |           |                   |
| 1937                                     | 1941     | Michel Buhart             |           |                   |
| 1941                                     | 1945     | Jules Hug                 |           |                   |
| 1945                                     | 1945     | Michel Buhart             |           |                   |
| 1945                                     | 1963     | Jacques Boeschlin         |           |                   |
| 1963                                     | 1977     | Albert Hild               |           | Chef d'entreprise |
| 1977                                     | 1989     | André Hild                |           |                   |
| 1989                                     | 1995     | Jean-Jacques Ritzenthaler |           | Agriculteur       |
| 1995                                     | 2001     | Raymond Haberkorn         |           | Banquier          |
| 2001                                     | 2020     | Jean-Claude Kloepfer      |           | Artisan           |
| 2020                                     | En cours | Joël Henny                |           | Agriculteur       |
| Les données manquantes sont à compléter. |          |                           |           |                   |

## Démographie
L'évolution du nombre d'habitants est connue à travers les recensements de la population effectués dans la commune depuis 1793. Pour les communes de moins de 10 000 habitants, une enquête de recensement portant sur toute la population est réalisée tous les cinq ans, les populations de référence des années intermédiaires étant quant à elles estimées par interpolation ou extrapolation. Pour la commune, le premier recensement exhaustif entrant dans le cadre du nouveau dispositif a été réalisé en 2005.

En 2022, la commune comptait 1 353 habitants, en évolution de −2,38 % par rapport à 2016 (Haut-Rhin : +0,66 %, France hors Mayotte : +2,11 %).
| 1793 | 1800 | 1806 | 1821  | 1831  | 1836  | 1841  | 1846  | 1851  |
| ---- | ---- | ---- | ----- | ----- | ----- | ----- | ----- | ----- |
| 875  | 884  | 996  | 1 197 | 1 265 | 1 266 | 1 227 | 1 256 | 1 317 |

| 1856  | 1861  | 1866  | 1871  | 1875  | 1880  | 1885  | 1890  | 1895 |
| ----- | ----- | ----- | ----- | ----- | ----- | ----- | ----- | ---- |
| 1 209 | 1 194 | 1 180 | 1 119 | 1 099 | 1 094 | 1 104 | 1 017 | 941  |

| 1900 | 1905 | 1910 | 1921 | 1926 | 1931 | 1936 | 1946 | 1954 |
| ---- | ---- | ---- | ---- | ---- | ---- | ---- | ---- | ---- |
| 876  | 859  | 848  | 755  | 748  | 744  | 734  | 613  | 655  |

| 1962 | 1968 | 1975 | 1982 | 1990 | 1999  | 2005  | 2006  | 2010  |
| ---- | ---- | ---- | ---- | ---- | ----- | ----- | ----- | ----- |
| 692  | 740  | 917  | 871  | 918  | 1 013 | 1 052 | 1 081 | 1 169 |

| 2015  | 2020  | 2022  | - | - | - | - | - | - |
| ----- | ----- | ----- | - | - | - | - | - | - |
| 1 358 | 1 349 | 1 353 | - | - | - | - | - | - |

## Lieux et monuments
- Église protestante Saint-Martin[30] et son orgue de Georges Schwenkedel de 1957[31].
- Caveau des Berckheim au cimetière[32].
- Borne portant les armoiries des familles de Berckheim et de Ribeaupierre[33].
- Monuments commémoratifs[34].
  - Mémorial des combats aux abords et dans Jebsheim, érigé à l'emplacement de l'ancien moulin détruit pendant la bataille[35].
  - Le Sentier de la Paix et la croix du moulin[36].
- Cimetière[37].

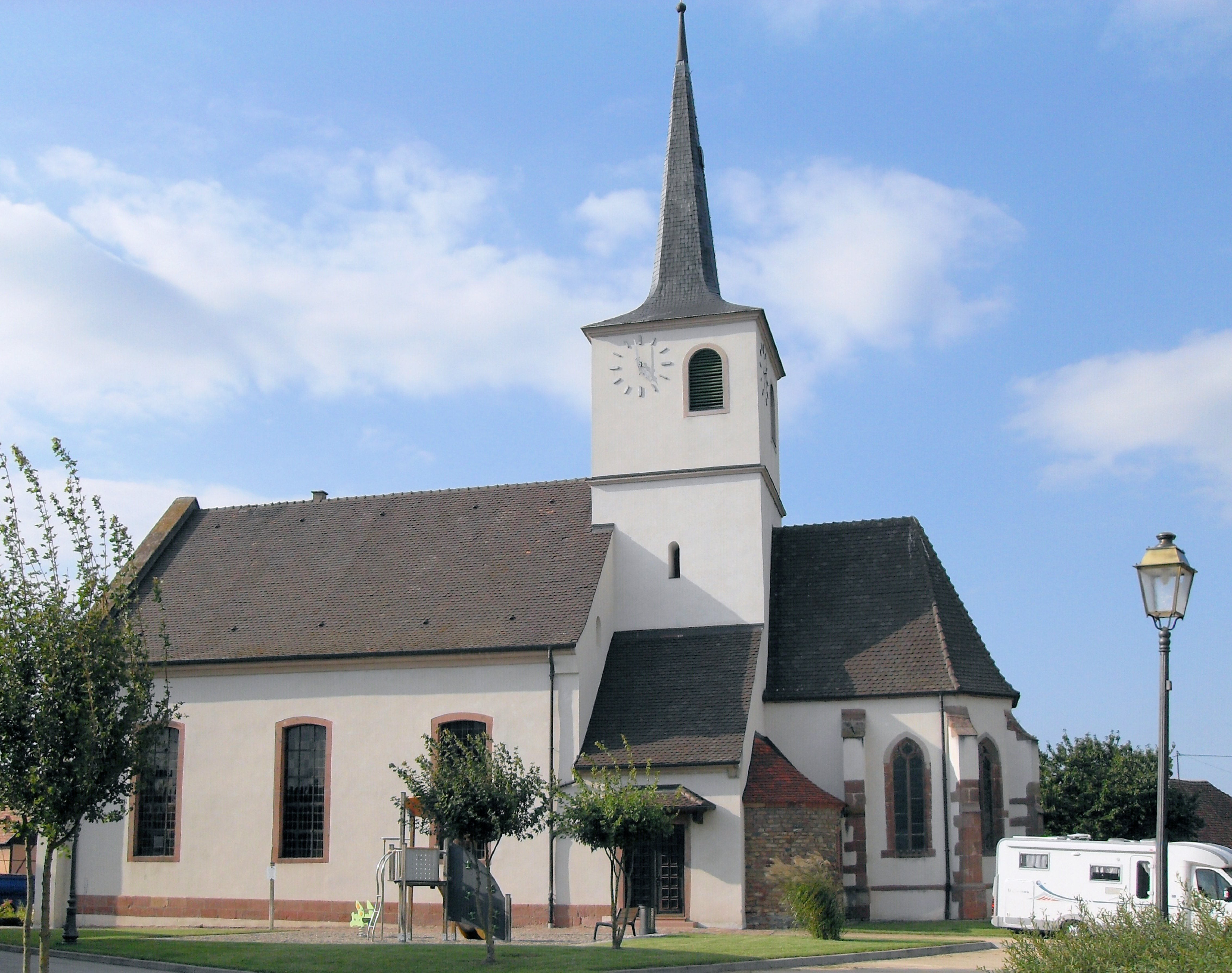
L'église protestante Saint-Martin.
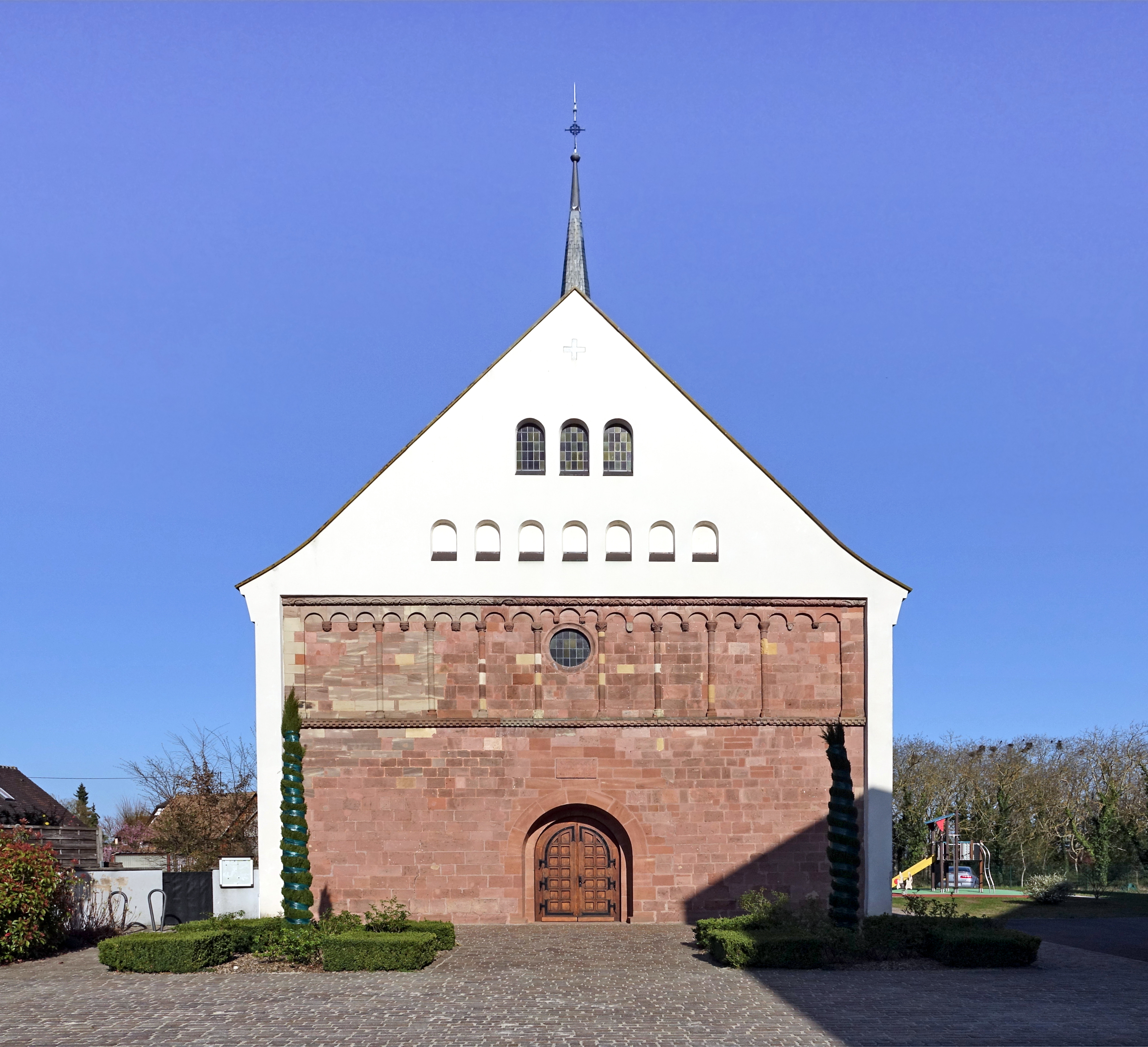
Façade de l'église.
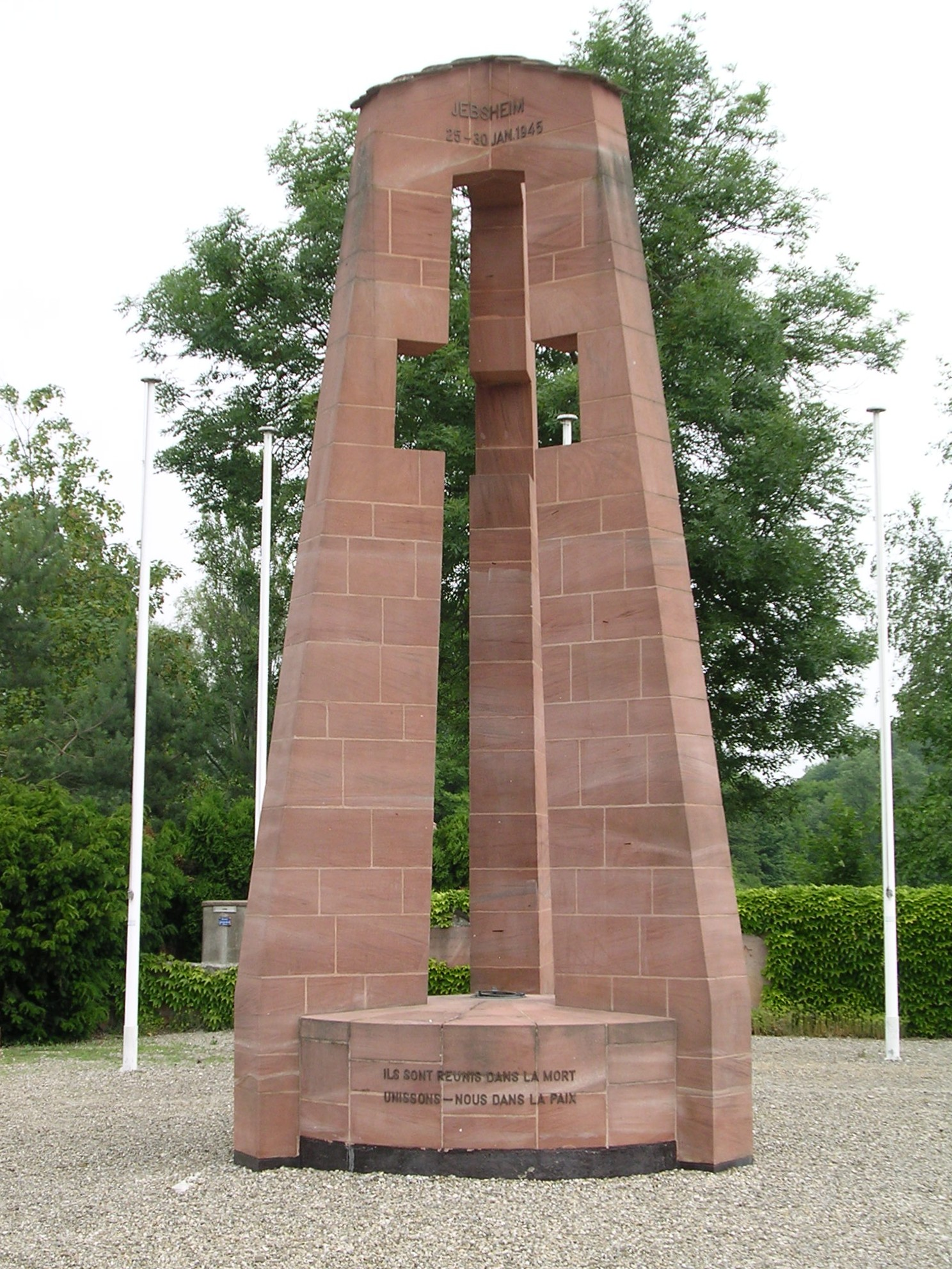
Mémorial.
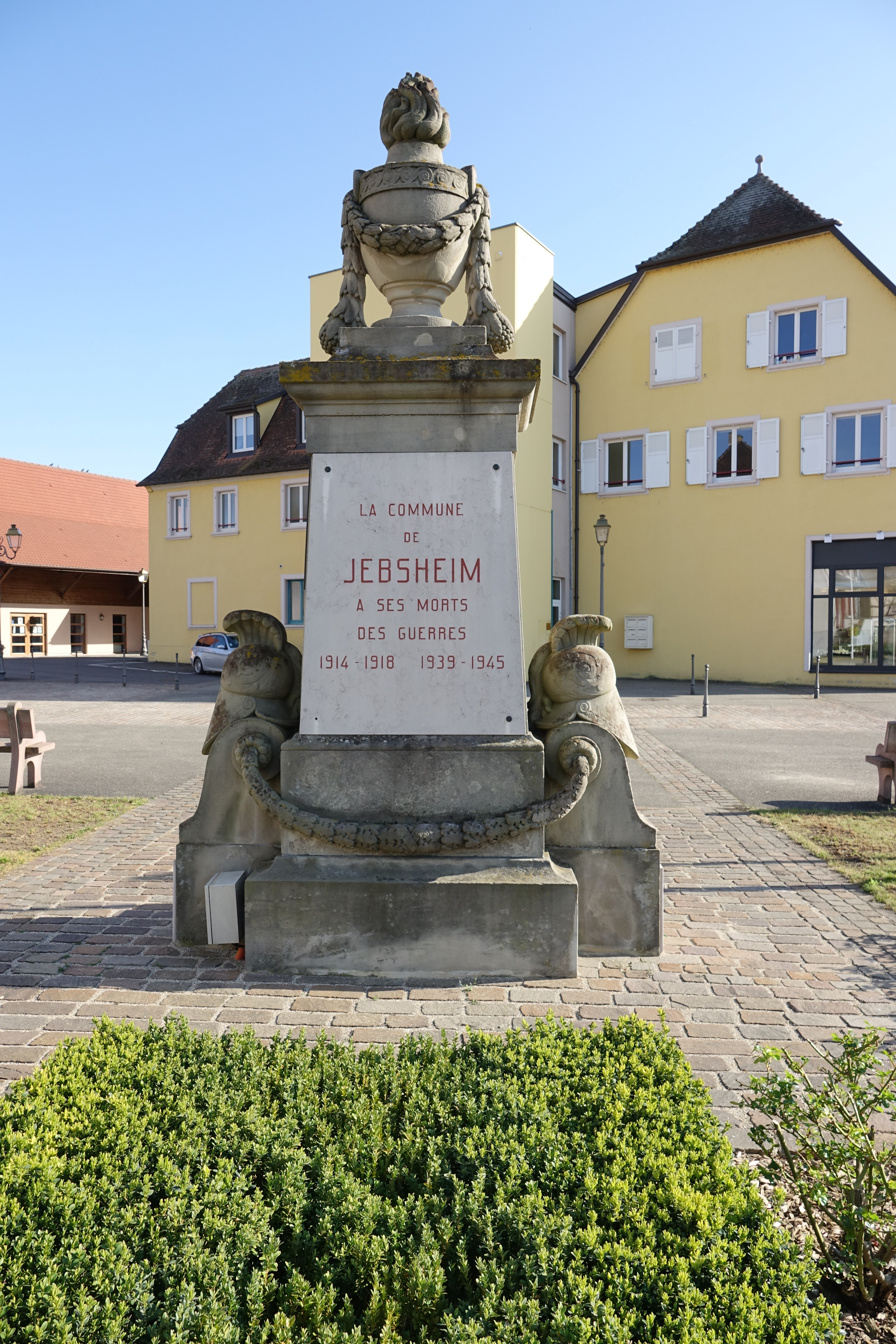
Monument aux morts des Première et Seconde Guerre mondiale.

## Personnalités liées à la commune
- Michel Durrmeyer, Compagnon de la Libération, Mort pour la France le 30 janvier 1945[38].

## Les bus Trace
Cette commune est desservie par les lignes et arrêts suivants :
|    |  | Parcours                                | Arrêts dans la commune                                               |
| -- |  | --------------------------------------- | -------------------------------------------------------------------- |
| 24 |  | Grussenheim / Riedwihr – Théâtre - Gare | Jebsheim Grand’Rue, Place des TIlleurs, Jebsheim Mairie, Gendarmerie |

### FlexiTrace
Un nouveau service de transport à la demande à Jebsheim : le service FlexiTrace a été mis en place depuis le 5 juillet 2010.
Le service FlexiTrace complète les horaires du service régulier des autocars affrétés par un service à la demande. Il permet de voyager en toute liberté sur simple réservation téléphonique préalable. Ce service fonctionne d’arrêt à arrêt sur l’itinéraire de la ligne   24  au départ ou à destination des arrêts situés à Jebsheim. La tarification est identique à celle en usage dans les bus et autocars (billets ou abonnements).

## Œuvres liées

### Film
- Winter War (de David Aboucaya, 2017) décrit les combats pour la libération du village Alsacien de Jebsheim